# Leichtathletik-Weltmeisterschaften 2015/Teilnehmer (Mosambik)
| Gelbes Symbol für Goldmedaillen mit stilisierten Olympischen Ringen | Graues Symbol für Silbermedaillen mit stilisierten Olympischen Ringen | Braundes Symbol für Bronzemedaillen mit stilisierten Olympischen Ringen |
| ------------------------------------------------------------------- | --------------------------------------------------------------------- | ----------------------------------------------------------------------- |
| —                                                                   | —                                                                     | —                                                                       |

Der Leichtathletikverband Mosambiks nominierte einen Athleten für die Leichtathletik-Weltmeisterschaften 2015 in der chinesischen Hauptstadt Peking.

## Ergebnisse

### Männer

#### Laufdisziplinen
| Athlet     | Disziplin    | Vorlauf | Vorlauf | Halbfinale | Halbfinale | Finale             | Finale             |
| Athlet     | Disziplin    | Zeit    | Platz   | Zeit       | Platz      | Zeit               | Platz              |
| ---------- | ------------ | ------- | ------- | ---------- | ---------- | ------------------ | ------------------ |
| Kurt Couto | 400 m Hürden | 49,15 s | 16      | 50,58 s    | 23         | nicht qualifiziert | nicht qualifiziert |